# NGC 5767
NGC 5767 (również PGC 52942 lub UGC 9549) – galaktyka spiralna z poprzeczką (SBab), znajdująca się w gwiazdozbiorze Wolarza. Odkrył ją Lewis A. Swift 14 maja 1885 roku. Jest to galaktyka z aktywnym jądrem typu LINER.